# Bisdom Saint-Claude

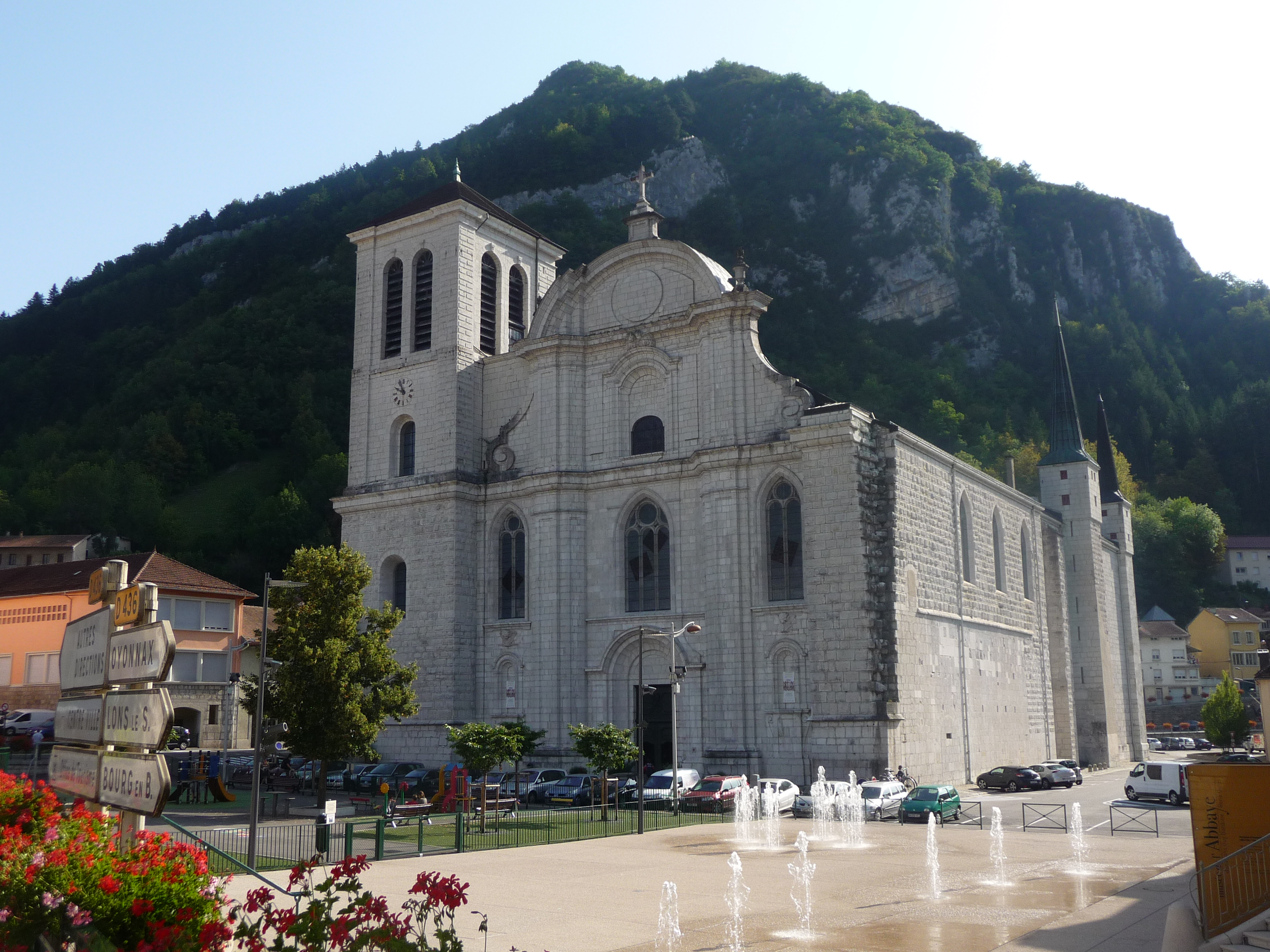
De kathedraal Saint-Pierre, Saint-Paul et Saint-André van Saint-Claude

Het bisdom Saint-Claude (Latijn: Dioecesis Sancti Claudii; Frans: Diocèse de Saint-Claude) is een rooms-katholiek bisdom in Frankrijk. De officiële bisschopszetel is de stad Saint-Claude (Jura) maar de bisschop resideert in Poligny. Het bisdom heeft een oppervlakte van 4.499 km² en omvat het grondgebied van het departement Jura. Het is suffragaan aan het aartsbisdom Besançon.
In 2020 telde het bisdom 192.000 katholieken op een totale bevolking van 268.000, of 71,6% van de bevolking. Het bisdom telt 65 parochies.

## Geschiedenis

Het bisdom binnen Frankrijk

Het bisdom werd opgericht in 1742 door paus Benedictus XIV. Het werd samengesteld uit de 26 parochies die afhingen van de Abdij Saint-Claude en uit delen van de aartsbisdommen Lyon en Besançon. De abdij Saint-Claude werd geseculariseerd en de abdijkerk werd de kathedraal van het bisdom. Joseph de Méallet de Fargues werd de eerste bisschop van Saint-Claude. Zijn opvolger Jean-Baptiste de Chabot maakte de Franse Revolutie mee als bisschop, ging in ballingschap en moest in 1801 aftreden toen het bisdom met het Concordaat tussen Napoleon en de Heilige Stoel werd afgeschaft. Het gebied viel toe aan het aartsbisdom Besançon.
In 1817 werd een nieuw Concordaat gesloten dat zou leiden tot de heroprichting van het bisdom. Dit gebeurde met een pauselijke bul in 1822. De grenzen van het nieuwe bisdom Saint-Claude vielen samen met die van het departement Jura. De eerste decennia van de 20e eeuw werden getekend door een strijd tussen de Katholieke Kerk en de Franse lekenstaat. In 1930 verhuisde de bisschoppelijke residentie van Saint-Claude naar Lons-le-Saunier. Bisschop Claude-Constant-Marie Flusin was bij zijn aanstelling in 1948 de jongste bisschop van Frankrijk. Hij nam deel aan het Tweede Vaticaans Concilie en voerde de hervormingen vervolgens door in zijn bisdom. Als gevolg van het teruglopend aantal praktiserende gelovigen en religieuzen werd het aantal parochies teruggebracht van 392 naar 65. De bisschop verhuisde in 2016 van Lons-le-Saunier naar Poligny.

## Bisschoppen
- Joseph de Méallet de Fargues (1742-1785)
- Jean-Baptiste de Chabot (1785-1801)
- Antoine-Jacques de Chamon (1823-1851)
- Jean-Pierre Mabile (1851-1858)
- Charles-Jean Fillion (1858-1862)
- Louis-Anne Nogret (1862-1880)
- César-Joseph Marpot (1880-1898)
- François-Alexandre Maillet (1898-1925)
- Rambert-Irénée Faure (1926-1948)
- Claude-Constant-Marie Flusin (1948-1975)
- Gilbert-Antoine Duchêne (1975-1994)
- Yves Patenôtre (1994-2004)
- Jean Legrez, O.P. (2005-2011)
- Vincent Jordy (2011-2019)
- Jean-Luc Garin (2020- )

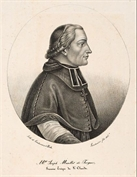
Joseph de Méallet de Fargues
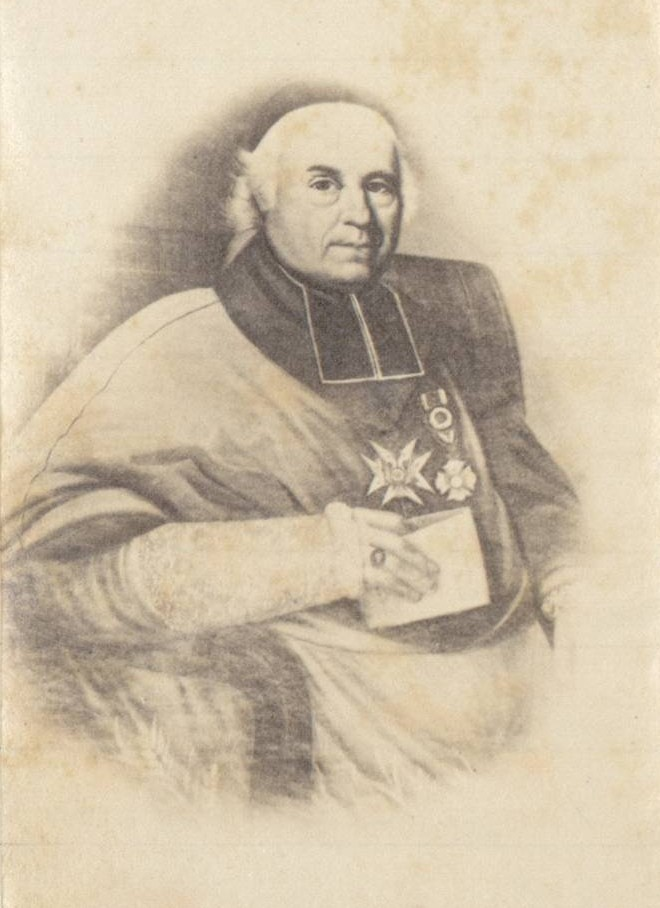
Antoine-Jacques de Chamon
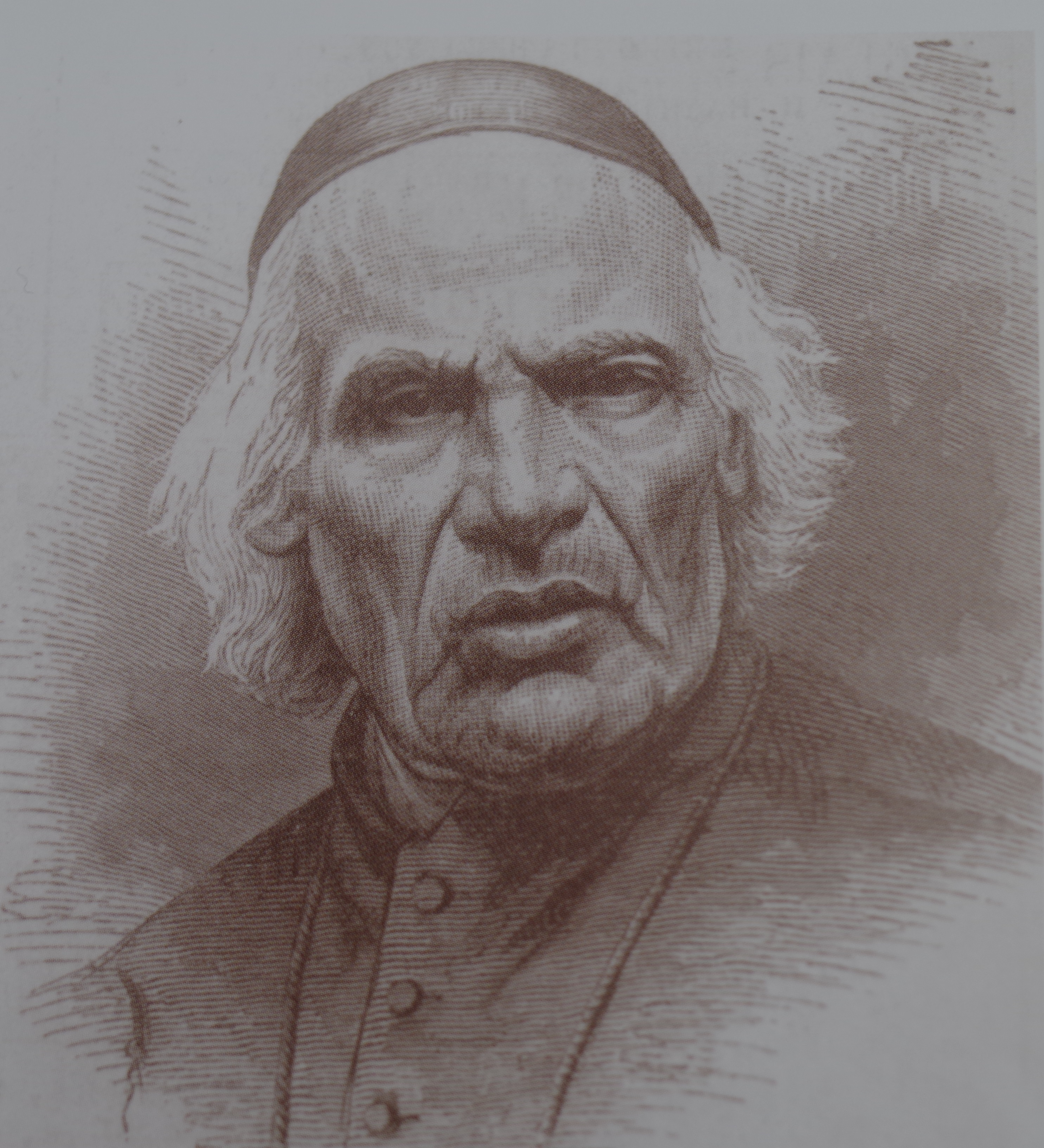
Jean-Pierre Mabile
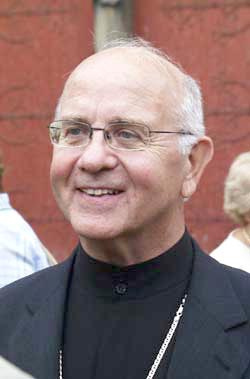
Yves Patenôtre
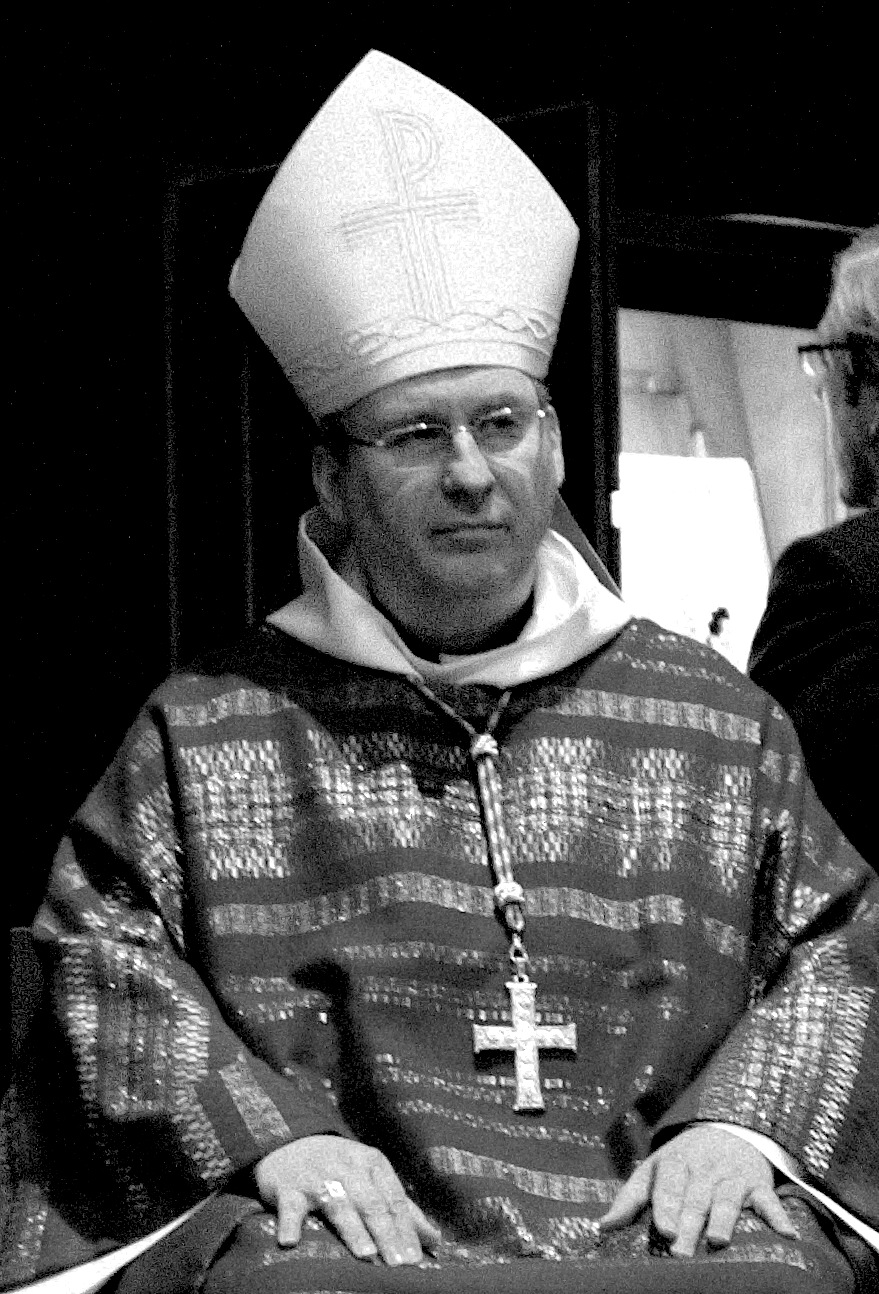
Vincent Jordy

Besançon (aartsbisdom) · Belfort-Montbéliard · Nancy · Saint-Claude · Saint-Die · Verdun